# 90' Enquêtes
90' Enquêtes est un magazine d'information, anciennement présenté par Carole Rousseau, présenté par Tatiana Silva depuis la rentrée 2018, et diffusé en France sur TMC et en Belgique sur AB3. Il s’agit d’une adaptation de l’émission 60 Minutes, diffusée sur la chaîne américaine CBS.

## Identité visuelle

Logo de l'émission entre 2007 et 2010.
Logo de l'émission entre 2011 et 2014.
Logo de l'émission de 2014 à 2018.
Logo de l'émission depuis 2018.

## Polémique
Lors du reportage « Pas de répit chez les ch'tis ! », diffusé le mardi 20 septembre 2011 sur TMC, l'émission débutait par une course poursuite entre les policiers de Lille et un automobiliste fuyard. En postproduction, des images qui n'ont pas été tournées sur les lieux de l'arrestation sont incluses dans le montage et décrites comme partie intégrante de la scène.

## Audiences et diffusion
Le 21 avril 2009, l'émission signe son record d'audience absolu, avec en moyenne 1 072 000 de téléspectateurs, devant l'émission « Les gendarmes de la route:les nouveaux shérifs ! ».
Généralement, plusieurs épisodes sont diffusées lors d'une même soirée, mêlant épisodes inédits et rediffusions.
Sur TMC, l'émission est diffusée les mardis, dès 21h15. Durant la semaine, celle ci est régulièrement rediffusée en deuxième ou troisième partie de soirée.
Sur AB3, l'émission est diffusée tous les dimanches, généralement à 20 h 30, ainsi qu'à 22 h[réf. nécessaire].